# 康雅尔蒂海滩
康雅尔蒂海滩（Konyaaltı Plaji）是土耳其安塔利亚的两个主要海滩之一，另一个是拉腊海滩（Lara Beach）。
康雅尔蒂海滩位于该市的西侧，从悬崖到 Beydağları 山绵延7公里，内侧为海滩公园以及众多的酒吧，咖啡厅，夜总会和酒店，其中包括Rixos Downtown Hotel （原喜来登航海酒店）。